# FS1 Flight Simulator
FS1 Flight Simulator — відеогра 1979 року, видана Sublogic для Apple II. У 1980 році з'явилася версія TRS-80. FS1 Flight Simulator — це симулятор польоту в кабіні трохи модернізованого Sopwith Camel. FS1 є першим у лінійці симуляторів від Sublogic, які, починаючи з 1982 року, також продавалися Microsoft як Microsoft Flight Simulator.
Пізніше Sublogic випустила оновлені версії для Apple II і TRS-80 на 51⁄4 дюймові дискети. Оновлення включають покращену місцевість, меню довідки та бомбовий приціл.

## Розробка
Фахівець з комп’ютерної графіки Брюс Артвік і пілот і студент маркетингу Стю Момент були сусідами по кімнаті в Університеті Іллінойсу. A2FS1 Flight Simulator, їхній перший продукт після створення Sublogic, мав чорно-білу каркасну графіку, дуже обмежений пейзаж, що складався з 36 плиток (у шаблоні 6 на 6, що приблизно дорівнює кільком сотням квадратних кілометрів), і надавав дуже просту симуляцію (із симуляцією лише одного літака).
Sublogic рекламувала, що FS1 за 25 доларів «це візуальний симулятор польоту, який дає вам реалістично стабільне управління літальним апаратом», з графічним механізмом, «здатним малювати 150 рядків на секунду».

## Порти
Пізніше симулятор було перенесено на TRS-80 Model I, яка мала лише елементарні графічні можливості. Щоб втиснути симулятор в обмежену пам'ять і дисплей TRS-80, панель приладів була відкинута, а роздільна здатність дисплея вікна кабіни зменшена.

## Рецепція
Дж. Мішкон зробив огляд FS1 Flight Simulator у The Space Gamer № 31. Мішкон прокоментував: «Враховуючи все, це єдина найбільш вражаюча комп’ютерна гра, яку я бачив. Це створює абсолютно новий стандарт. Я наполегливо прошу вас придбати його і переконатися в цьому самі».
Боб Проктор зробив огляд гри для Computer Gaming World і заявив, що «хоча існують інші авіасимулятори, програма Sublogic залишається унікальною для вбудованої гри повітряного бою. Захоплюючись симуляцією, рецензенти назвали гру «складною», «складною» і «майже неможливою».
Flight Simulator було продано 30 000 примірників до червня 1982 року, займаючи третє місце в списку найбільш продаваних версій Computer Gaming World.